# Grusfrölöpare
Grusfrölöpare, Harpalus tardus, är en skalbaggsart som först beskrevs av Georg Wolfgang Franz Panzer 1796.  Grusfrölöpare ingår i släktet Harpalus, och familjen jordlöpare, Carabidae. Arten är reproducerande i Sverige.